# Grande capucine
Tropaeolum majus
 (janvier 2021).
Si vous disposez d'ouvrages ou d'articles de référence ou si vous connaissez des sites web de qualité traitant du thème abordé ici, merci de compléter l'article en donnant les références utiles à sa vérifiabilité et en les liant à la section « Notes et références ».
Espèce
Classification phylogénétique
La Grande Capucine ou Capucine (Tropaeolum majus) est une espèce de plantes herbacées vivaces, de la famille des Tropaéolacées et du genre Tropaeolum. Cette plante ornementale et comestible est probablement un hybride originaire d'Amérique du Sud. Elle a été introduite en Europe, où elle est cultivée comme une annuelle, en provenance du Pérou à la fin du XVIIe siècle.

## Description
La Grande Capucine présente des tiges rampantes, qui deviennent grimpantes lorsqu'elles trouvent un support.
Ses feuilles, vert glauque, sont palmées (les nervures principales partent en éventail depuis le pétiole) et peltées (le pétiole est attaché au centre du limbe de la feuille).
Les fleurs sont composées d'un corolle à 5 pétales. Elles sont hermaphrodites, solitaires, à l'extrémité de longues tiges axillaires. Leur couleur varie dans les tons oranges, jaunes, jusqu'au rouge.

## Pollinisation
Dans son pays d'origine, le Pérou, la capucine est pollinisée par les oiseaux-mouches. En Europe, les bourdons s'acquittent de cette tâche. Mais la fleur sécrète son nectar tout au bout d'un interminable éperon. Certains bourdons, dont la langue est trop courte, n'hésitent pas à percer un trou sur le côté pour accéder au nectar (vol de nectar).

## Histoire

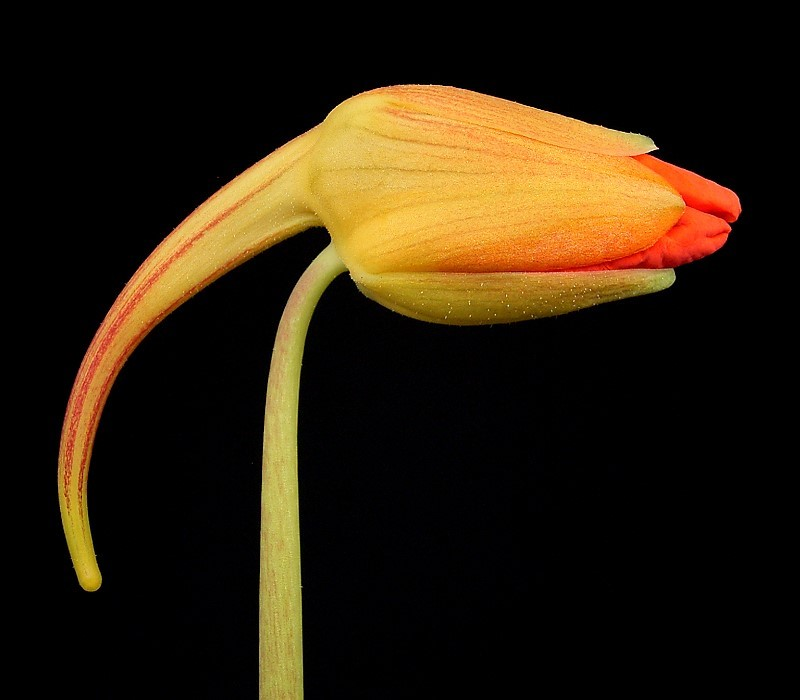
Bouton floral

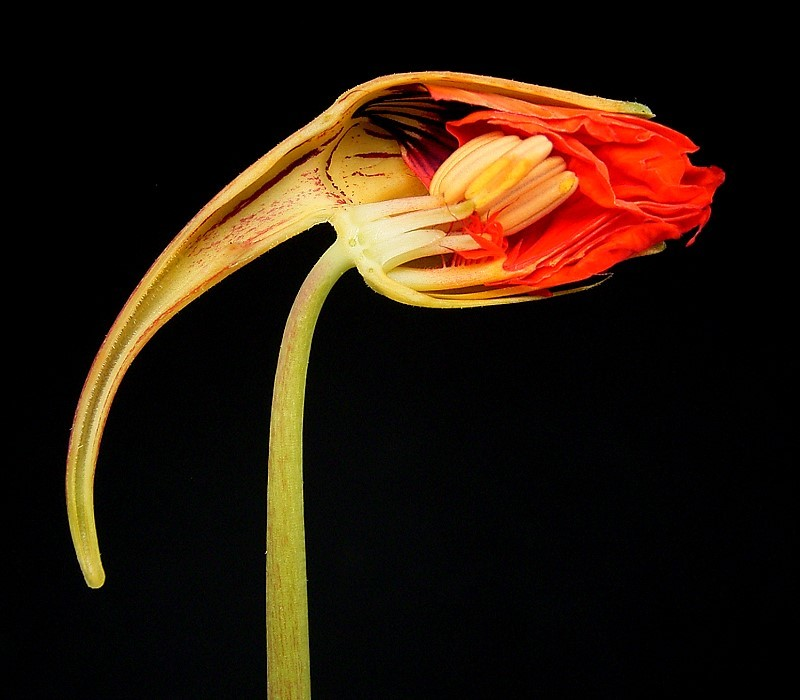
Bouton floral, vu en coupe lontitudinale

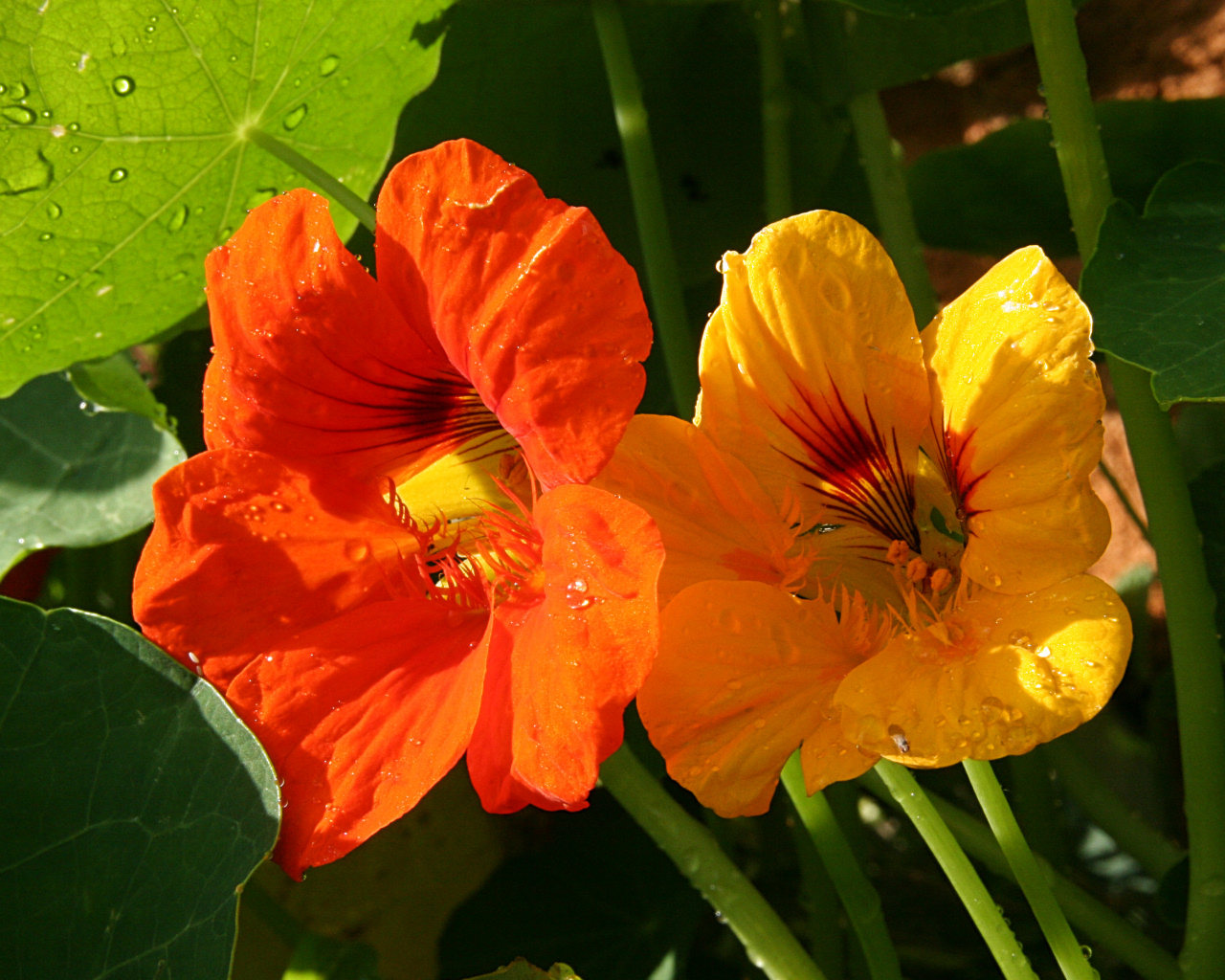
Capucines rouge et jaune

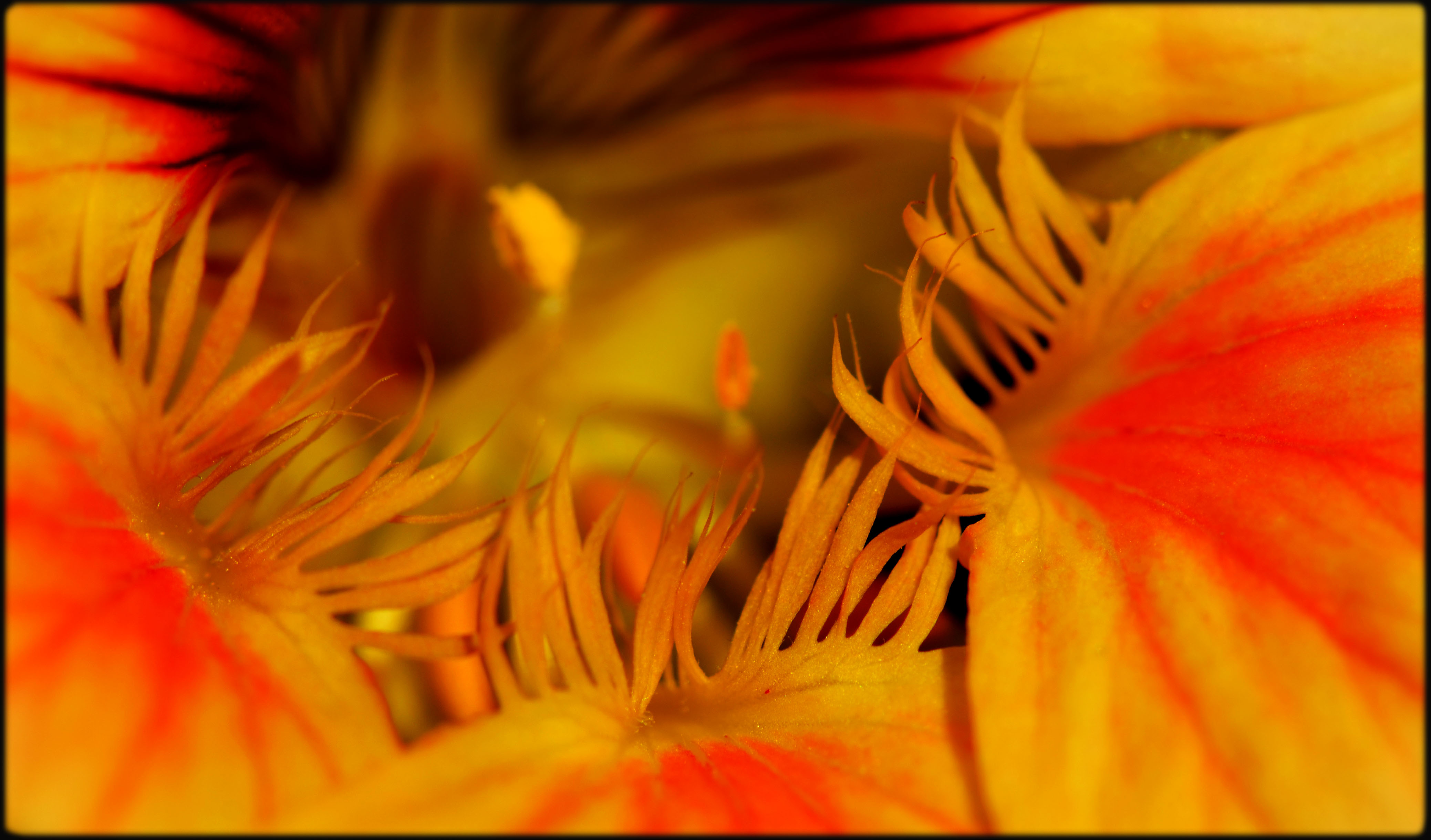
Détail de barbillons de l'entrée de la fleur

La grande capucine est originaire du Pérou et a été introduite par des conquistadors hollandais vers 1684 en Europe où elle a fait son apparition dans les jardins de monastères et était tenue en haute estime en tant que plante aromatique et médicinale.
L’éperon de la fleur de capucine rappelle le capuchon de l’habit de moine, ce qui peut donner à penser que son nom serait dérivé de celui des moines capucins.
Selon d’autres sources, elle devrait son nom à ses feuilles en forme de bouclier (peltate), car Tropaeolum se retrouve dans le mot latin tropaeum qui signifie « trophée » et était primitivement «un tronc d’arbre auquel on suspendait des boucliers et armes appartenant au vaincu en signe de victoire».

## Utilisations

### Lutte biologique
Afin de limiter les dégâts commis par les pucerons, nombre de personnes pratiquant le jardinage biologique et la permaculture plantent des capucines, à proximité du potager notamment. Les capucines ont effectivement pour particularité d'attirer très fortement le puceron noir de la fève. Rapidement, les capucines se couvrent de ces insectes piqueurs et suceurs, tandis que les plantes avoisinantes restent intactes (si toutefois il s'agit bien de la même espèce de pucerons). La capucine est donc une « plante relais ».
Il suffit alors de sacrifier les capucines en les brûlant. Alternativement, il est possible de laisser les pucerons sur les capucines, si ces dernières sont assez nombreuses, afin de laisser un garde-manger aux auxiliaires (par exemple, les coccinelles, les syrphes ou les chrysopes), et attendre l'équilibre écologique. Plus durable, car visant à augmenter la résilience de l'agrosystème considéré, ce type de gestion qui s'inscrit dans la lutte biologique par conservation permet de gérer in situ les ravageurs comme les pucerons.
Elles sont souvent plantées à proximité d'autres plantes pour les protéger contre le moucheron blanc ou aleurode. 

### Aménagement de jardin
Ses qualités décoratives liées à une croissance rapide en font une plante grimpante très appréciée pour monter le long des palissades, pergolas et autres treillages de jardin aménagés ainsi en brise-vue. Elle permet notamment de cacher rapidement une construction dans le jardin, comme un composteur. Elle peut aussi être utilisé comme plante rampante.
La capucine est une fleur qui pousse assez rapidement, selon le climat dans lequel elle est plantée.

### Comestibilité
En gastronomie, les feuilles et les fleurs de la grande capucine sont ajoutées crues aux salades, sauces et mayonnaise. Elles ont une saveur piquante et aromatique qui n'est pas sans rappeler celle du cresson alénois. Les boutons floraux et les jeunes fruits sont parfois conservés dans du vinaigre et ont eux aussi un goût piquant. De cette manière, il est possible de faire un semblant de câpres.

« Il y a aussi des Capres Capucines ou Nasturées, qui sont des boutons à fleur d'une planter annuelle assez connuë : On les prend avant qu'ils s'épanouissent, & on les confit de même.
La manière de le faire à l'égard des unes & des autres est de les mettre dans un pot avec quelques poignées de sel raisonnablement : vous y ajoûterez du Poivre concassé, & quelques clous de Girofle si vous voulez ; & vous verserés par-dessus du vinaigre & de l'eau, c'est-à-dire, sur deux pintes de vinaigre, une d'eau ; il faut que vos Capres baignent, & de cette façon elles seront fort agreables, tant en Potage qu'en Salade pendant l'Hiver. »

— François Massiallot, Nouvelle Instruction pour les Confitures, les liqueurs, et les fruits, 1692, Chapitre XV Des Melons, Capres & Cornichons, pp. 419-420

« On fait avec les boutons de capucine, une confiture au vinaigre fort agréable, qui sert pour les salades d'hiver ; on emploie les fleurs de la grande capucine pour garnir les salades ; elles réjouissent tout-à-la-fois le goût et la vue. »

— Dictionnaire des plantes alimentaires (...). Tome premier, 1803, p. 190.

## Variétés
Il existe de nombreuses variétés qui se différencient par la couleur de la corolle qui va du pourpre le plus foncé au jaune le plus clair, avec ou sans taches diverses et variées.

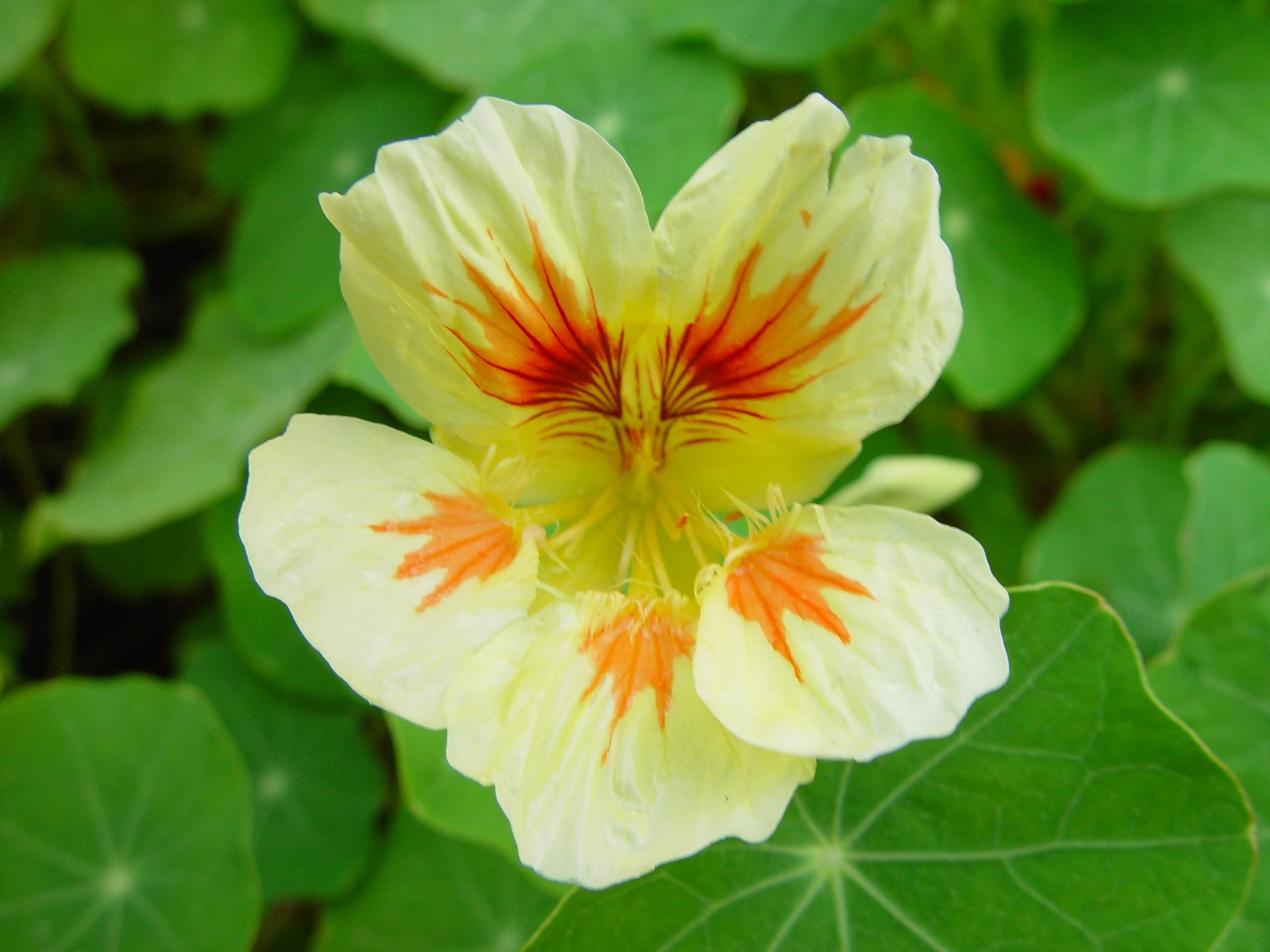
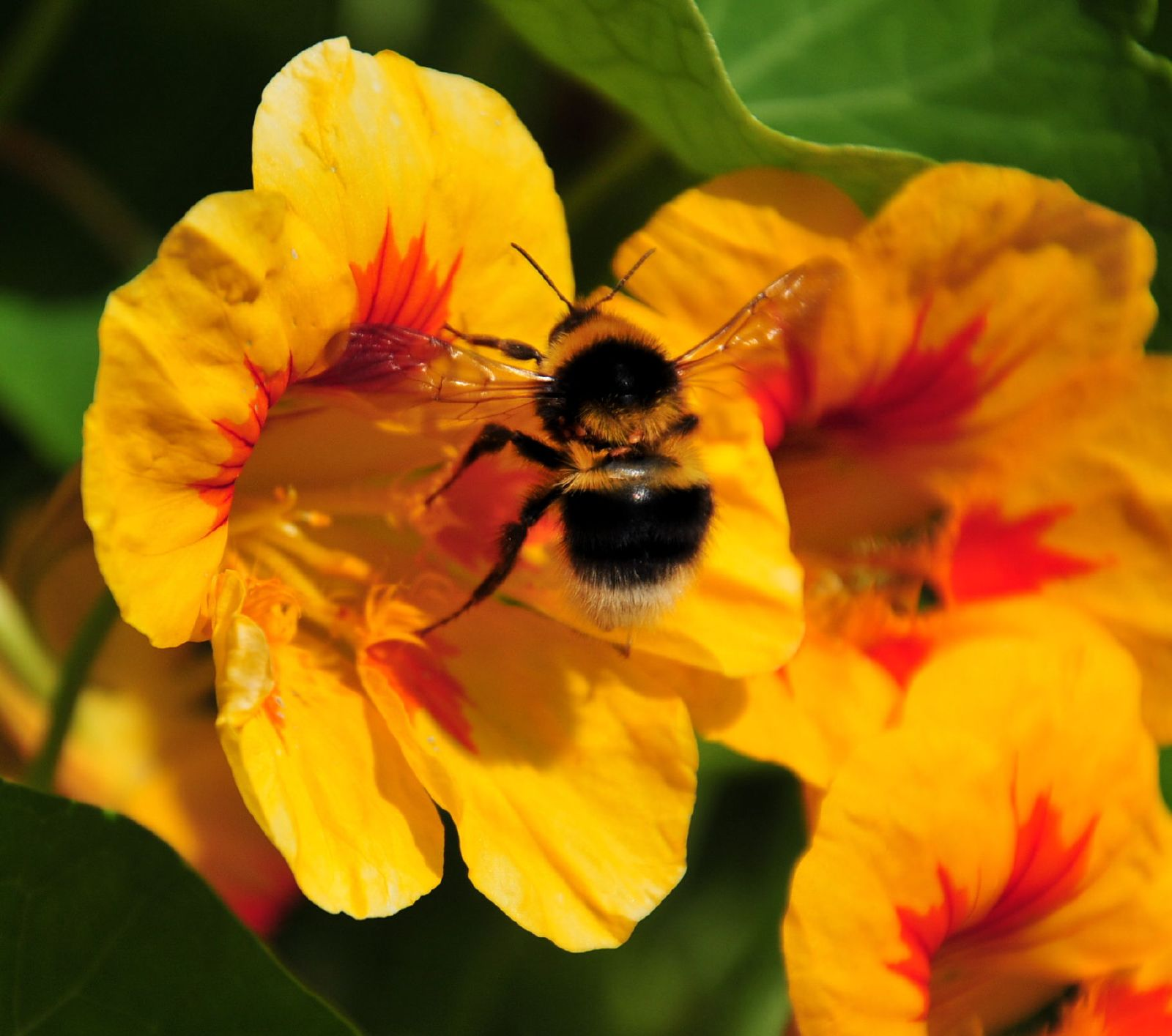
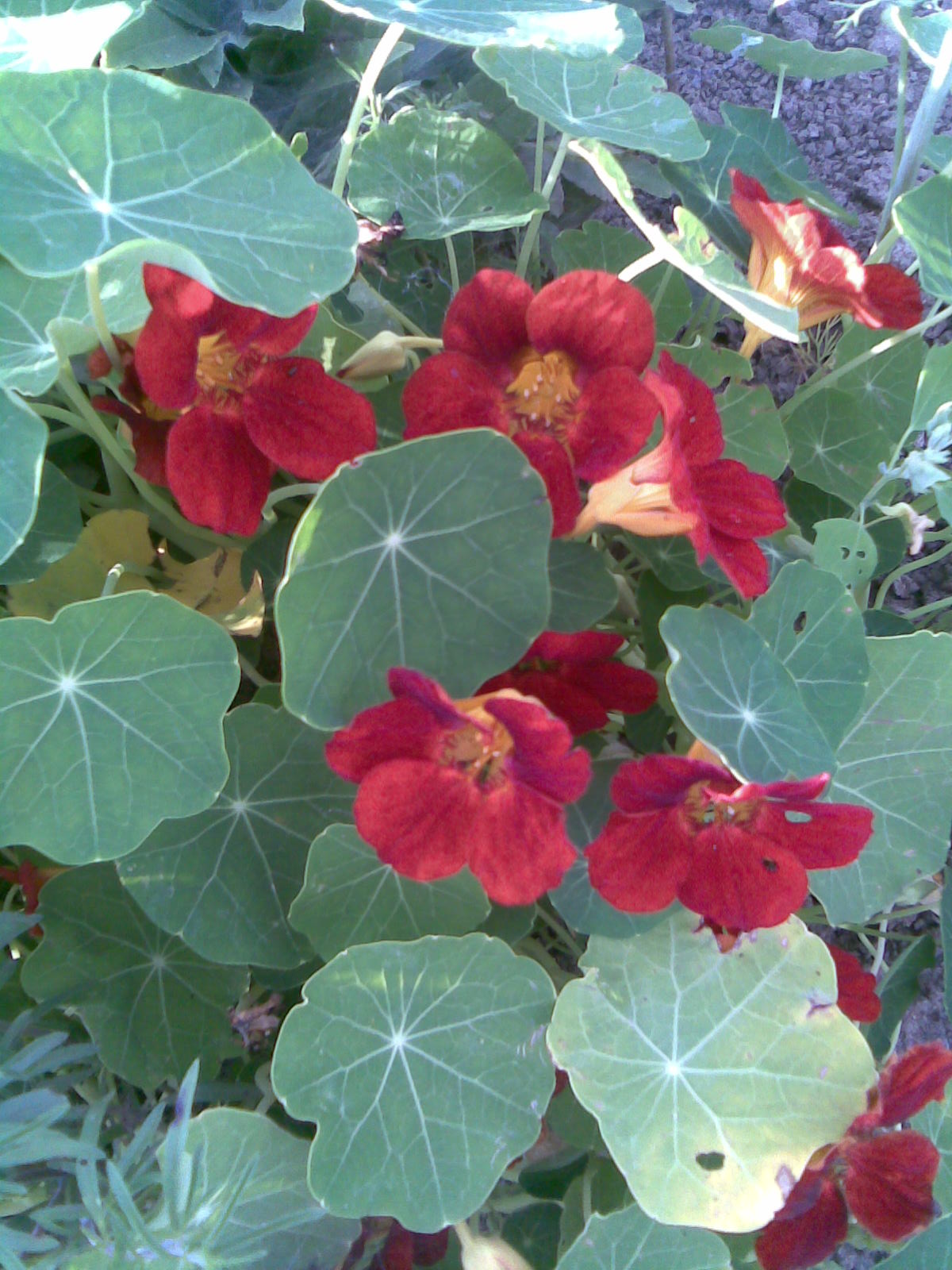
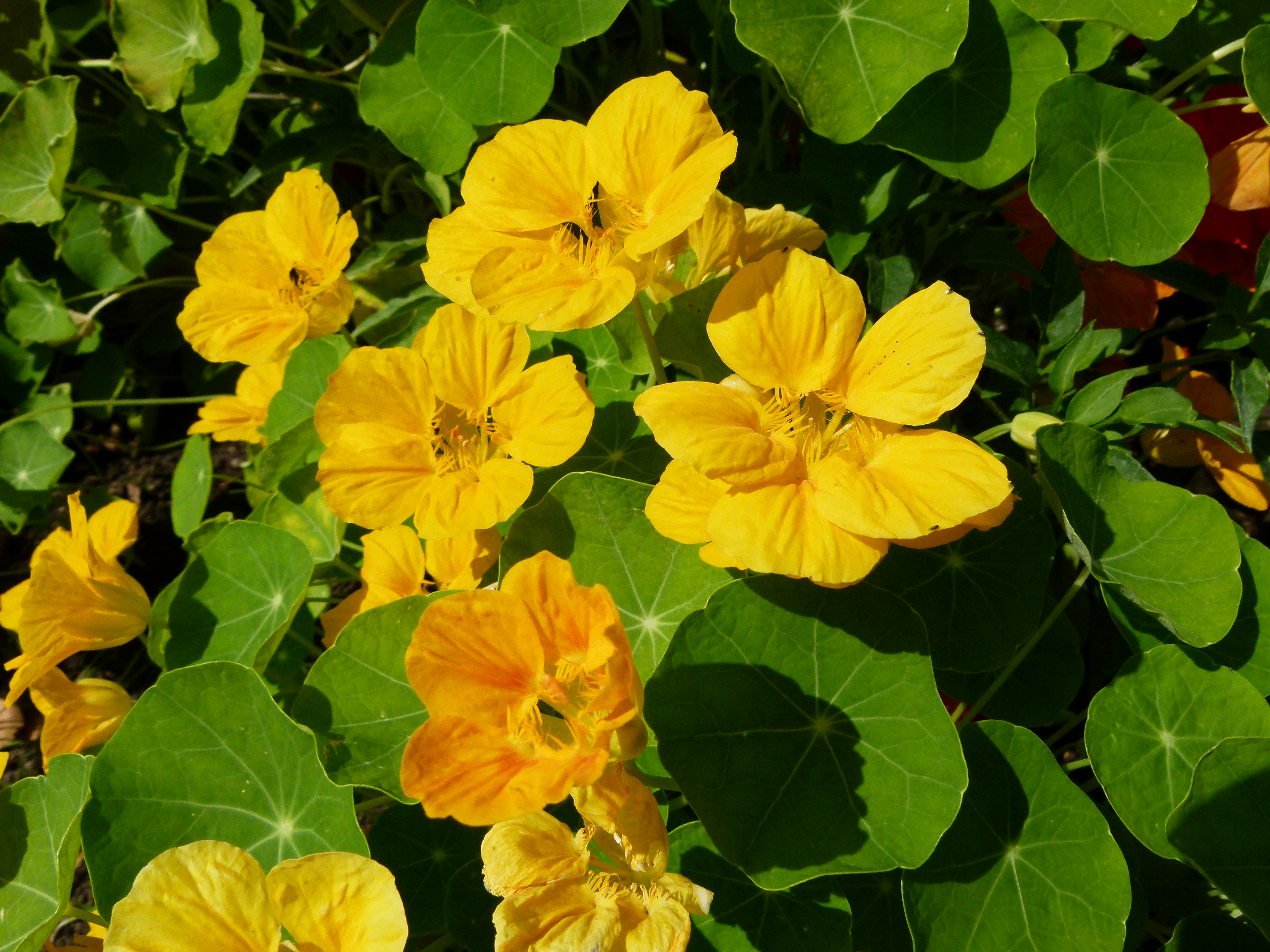
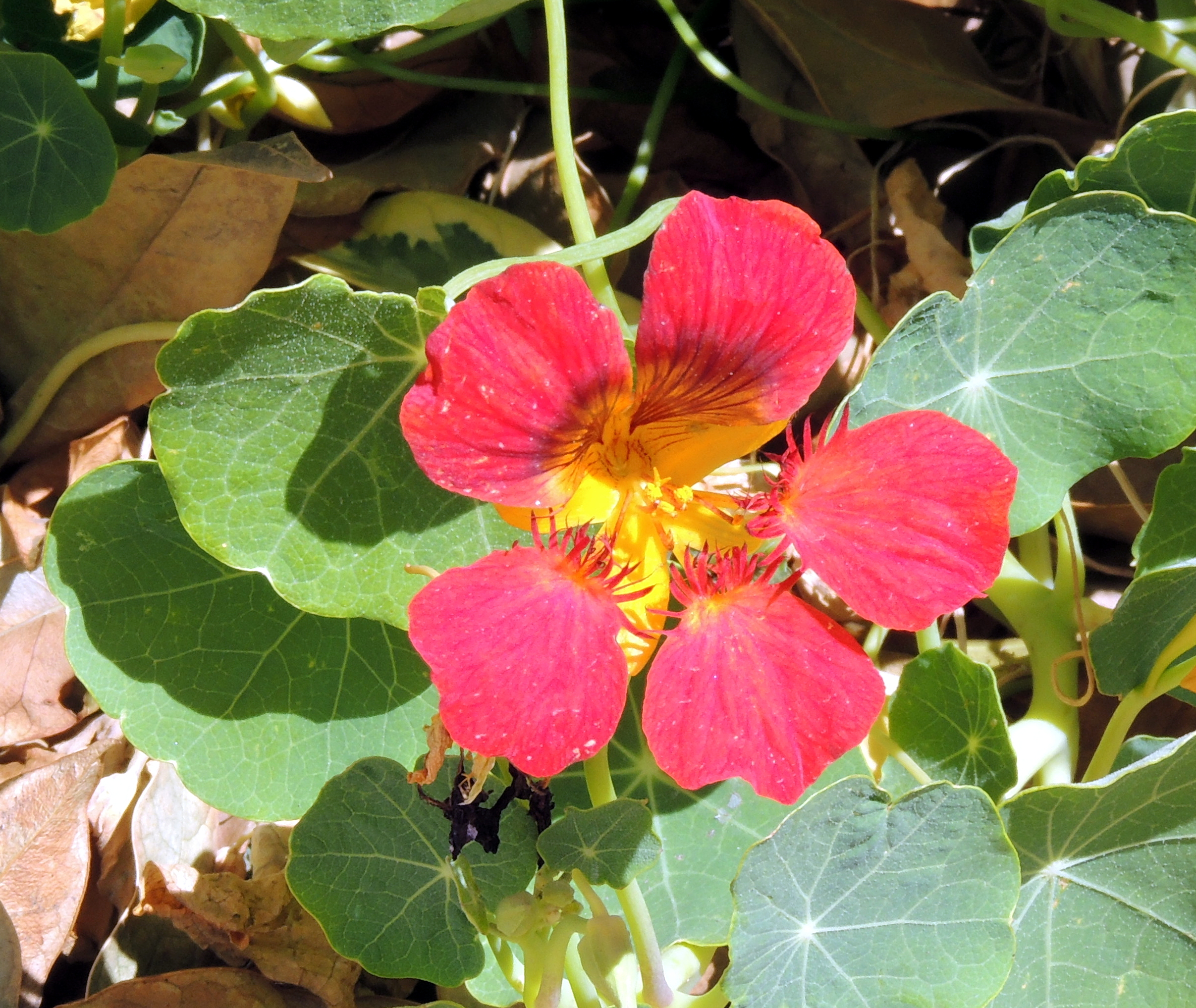
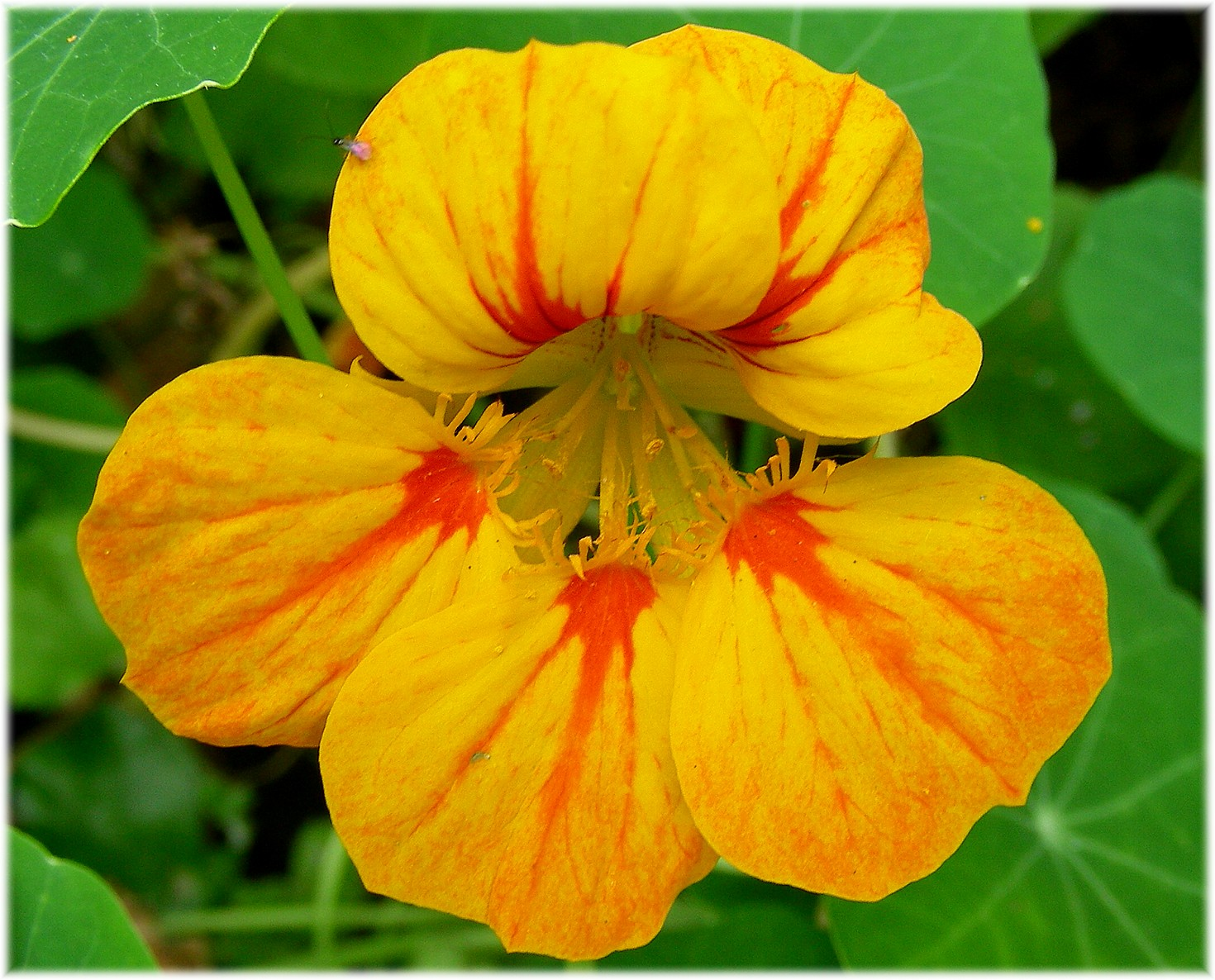
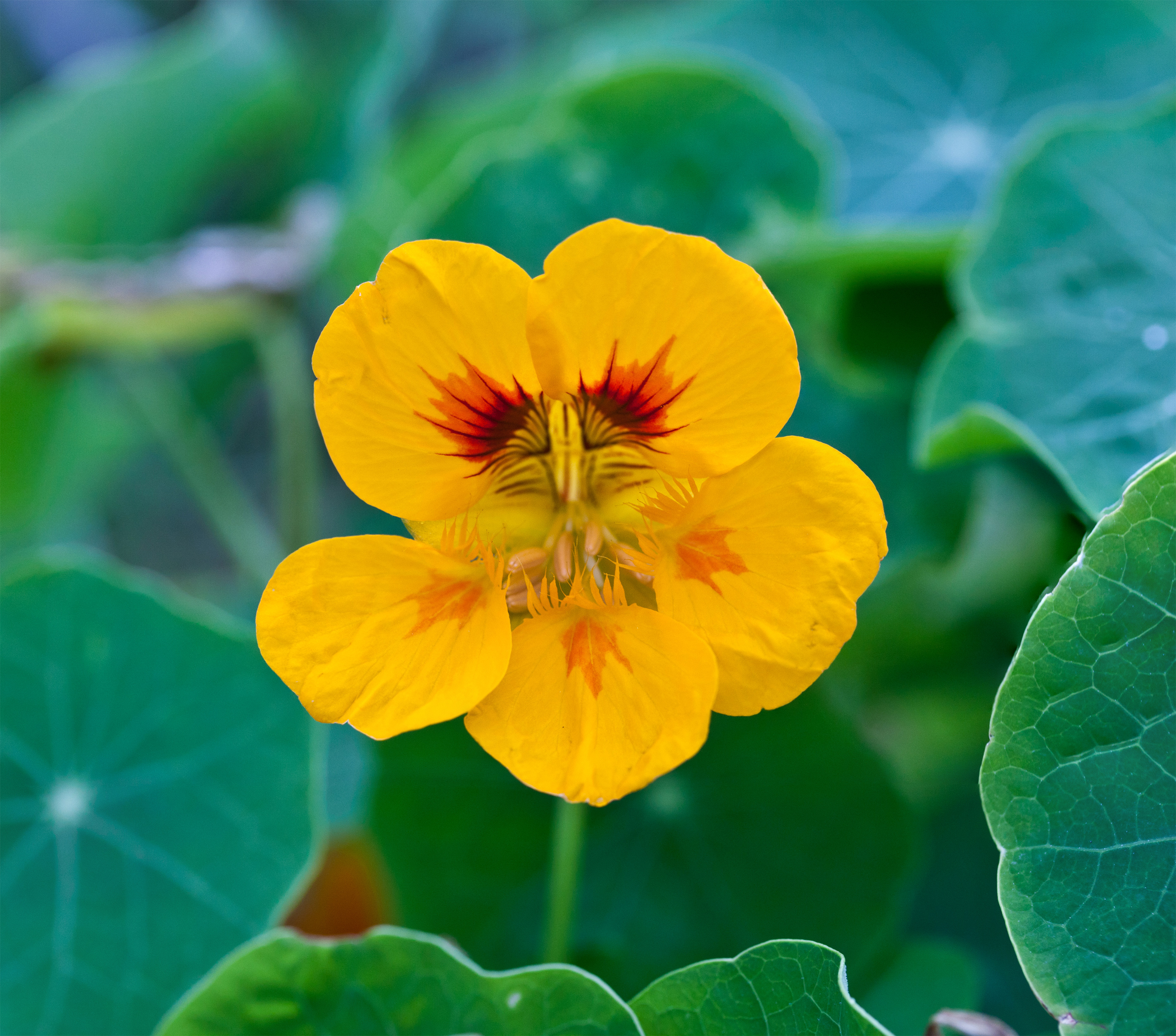

## Propriétés
La capucine est riche en vitamine C et a des propriétés antiseptique, stimulante, expectorante et diurétique.[réf. nécessaire]
La plante contient un glucosinolate (la glucotropaeoline) et une enzyme, la myrosinase, qui hydrolyse le premier en thiocyanates, isothiocyanates et nitriles, molécules présentant une activité toxique contre les insectes herbivores, pathogènes et autres microorganismes. Les isothiocyanates sont en plus anticancéreux. (Wielanek M. et Urbanek H., 2009).
En phytothérapie, la capucine aurait  des effets :
- mucolytique et expectorant[8], antitussif,
- cicatrisant, en dermatologie[9] et cosmétologie[8],
- tonique du cuir chevelu[9] par effet rubéfiant (anti-chute de cheveux[8]),
- vermifuge (graines).

## Tropaeolum majusdans l'art
Vers 1900, la capucine semble à la mode si l'on en juge par l'abondance de ses représentations artistiques :

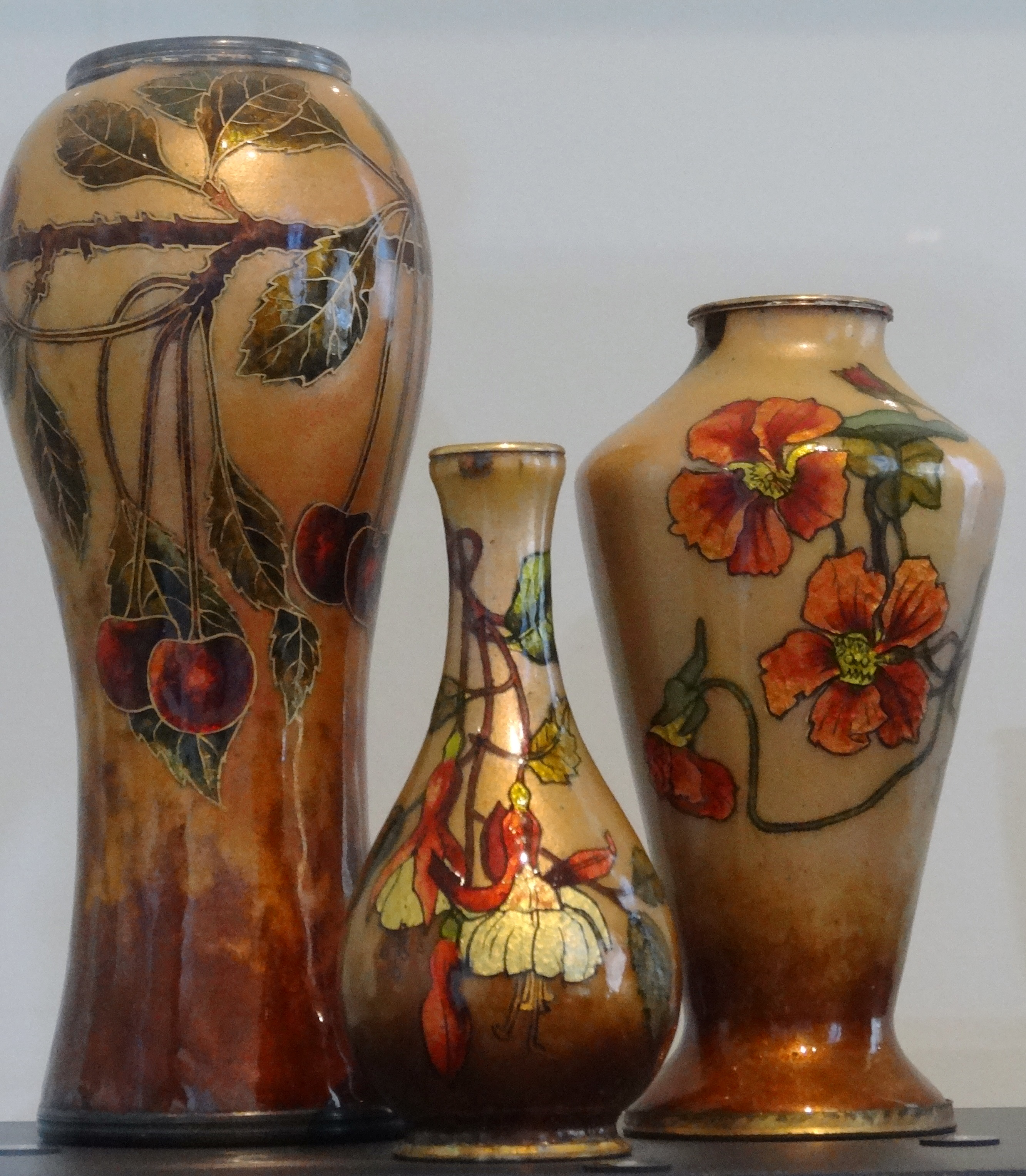
Paul Bonnaud (1873-1953), peintre et émailleur. Vase aux cerises, fuchsias & capucines (émail de Limoges), 1903.
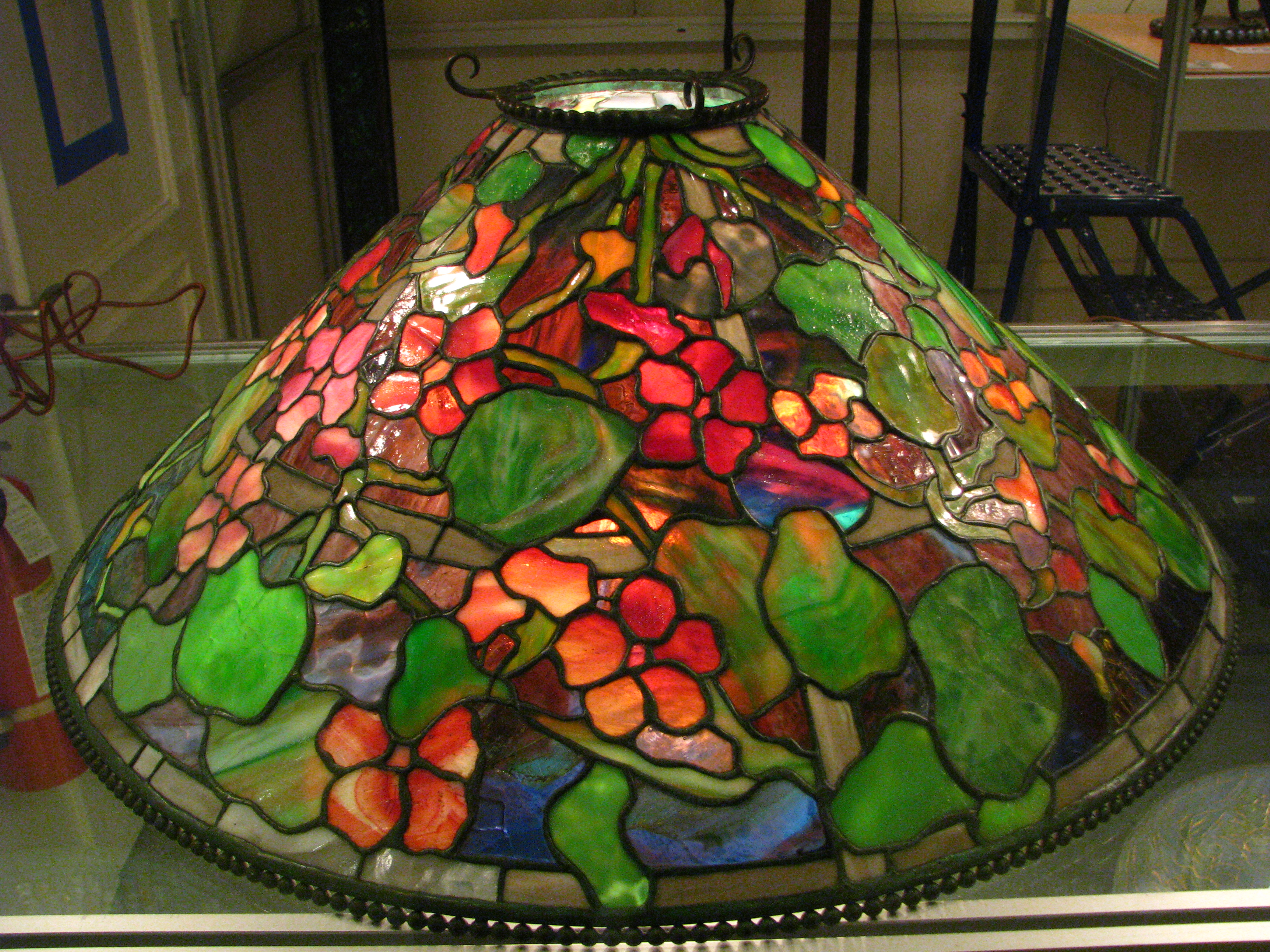
Clara Driscoll (1861-1944), lampe à suspension en verre & bronze, ca. 1902-1906.
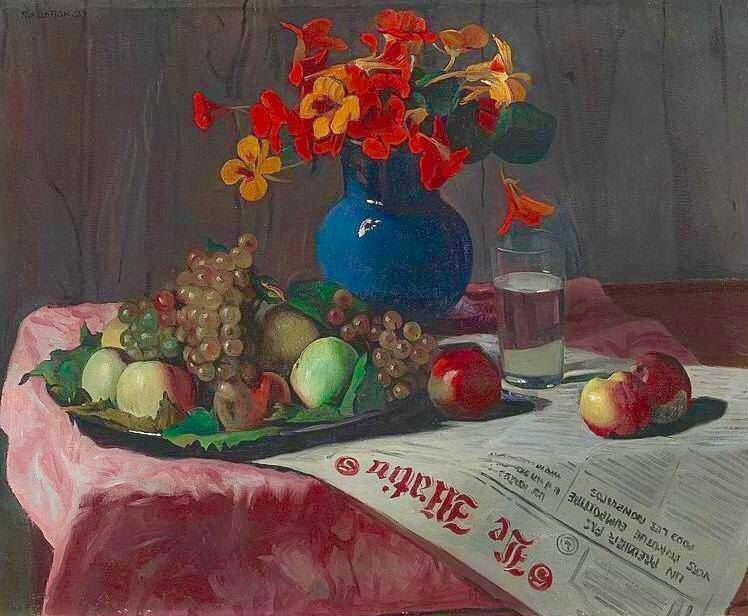
Félix Vallotton (1865-1925), Nature morte avec un journal, 1923.
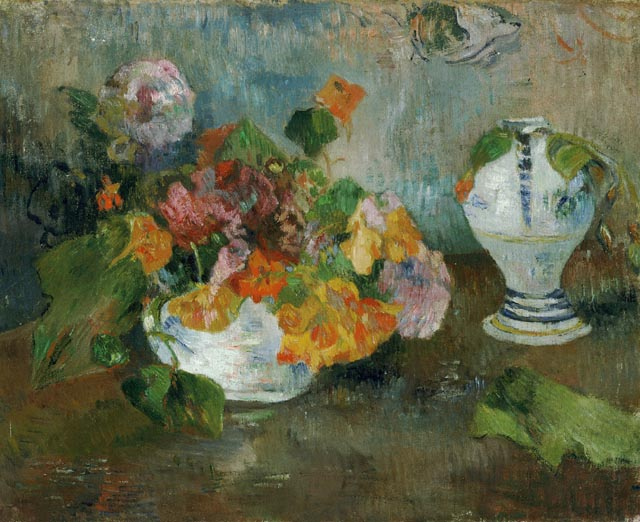
Paul Gauguin (1848–1903), Vase aux capucines et faïence de Quimper, 1886.
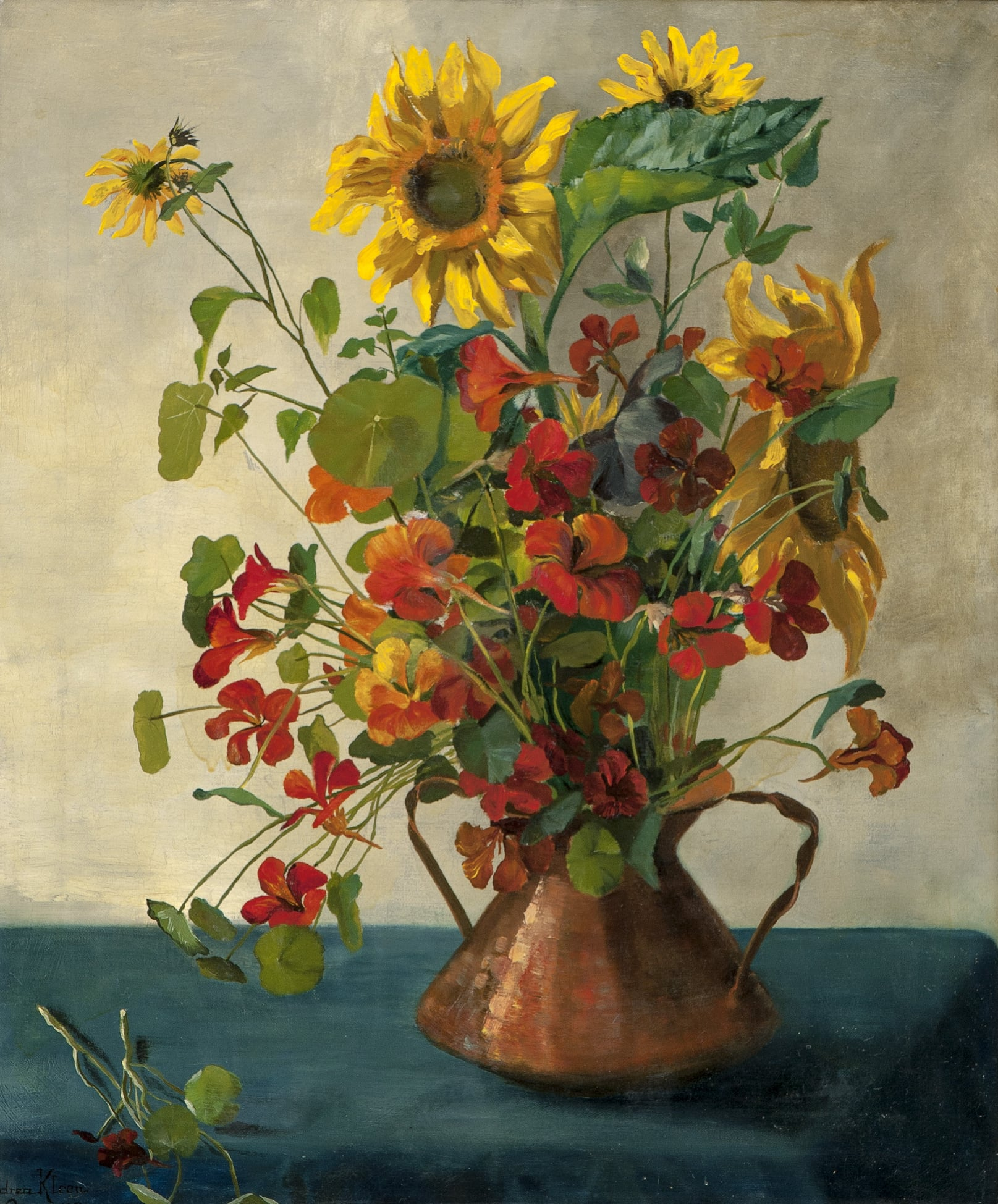
Andrea Gram (1853-1927), Sunflowers and Indian Cress in a Copper Vase, 1894.
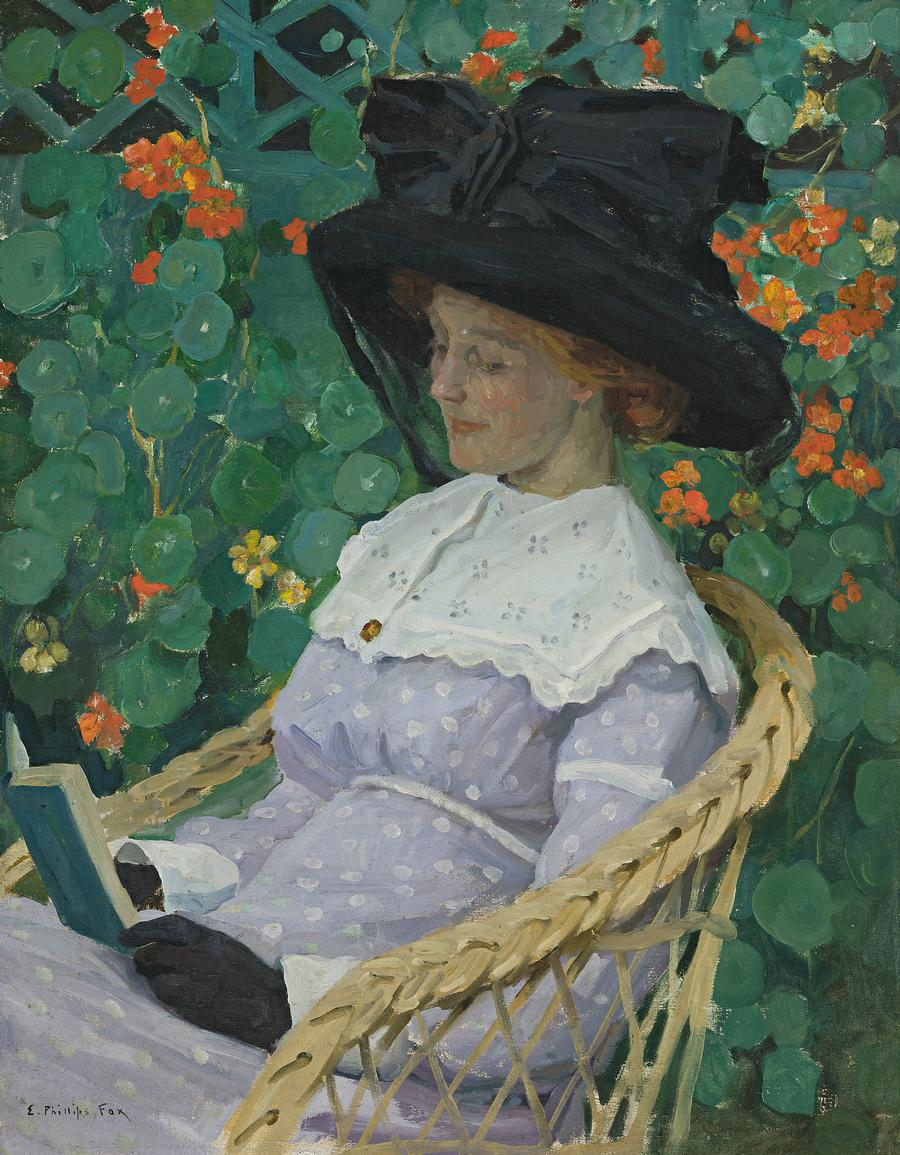
Emanuel Phillips Fox (1865–1915), Nasturtiums, modèle : Edith Susan Boyd, 1912.
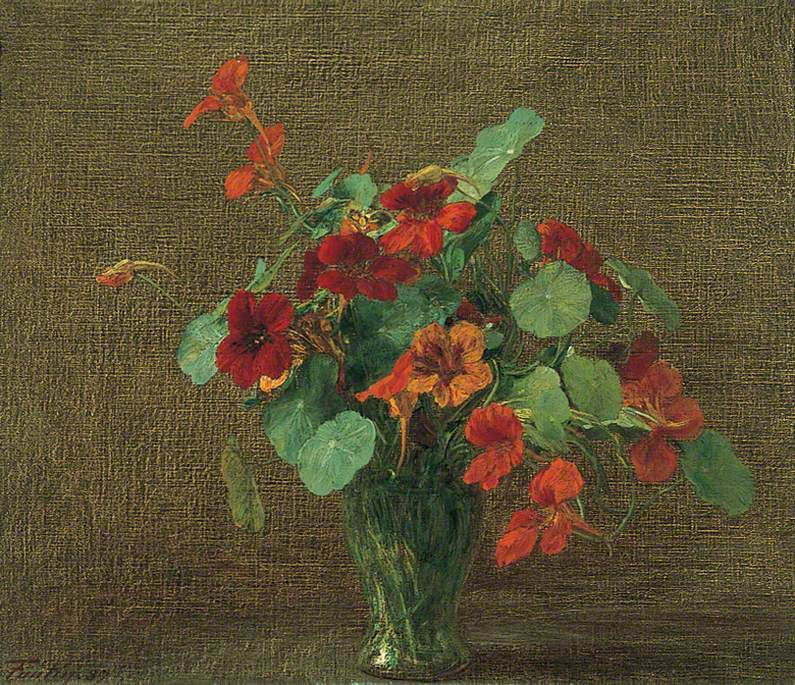
Henri Fantin-Latour (1836-1904), Capucines, 1887.
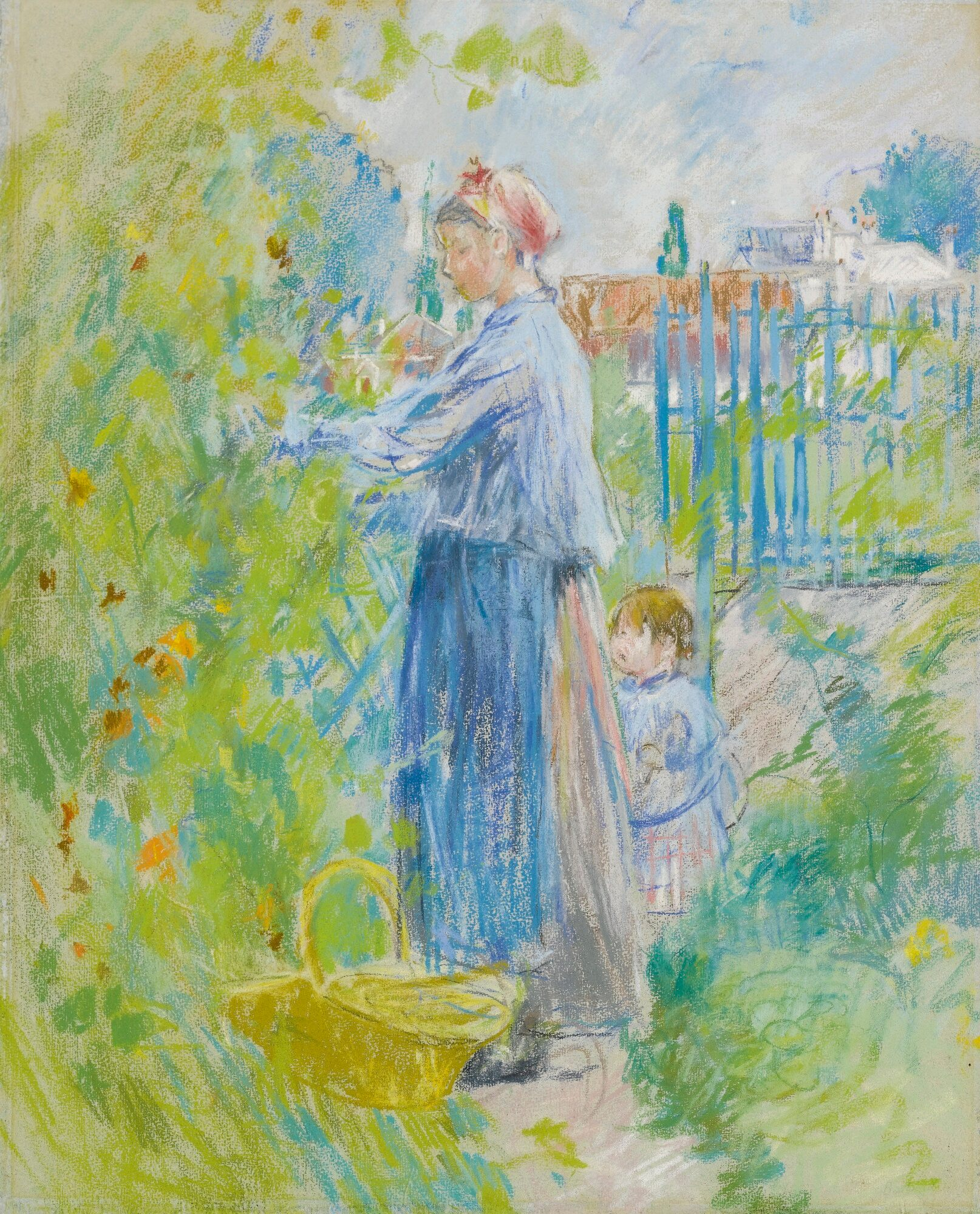
Berthe Morisot (1841–1895), Les capucines, 1882.
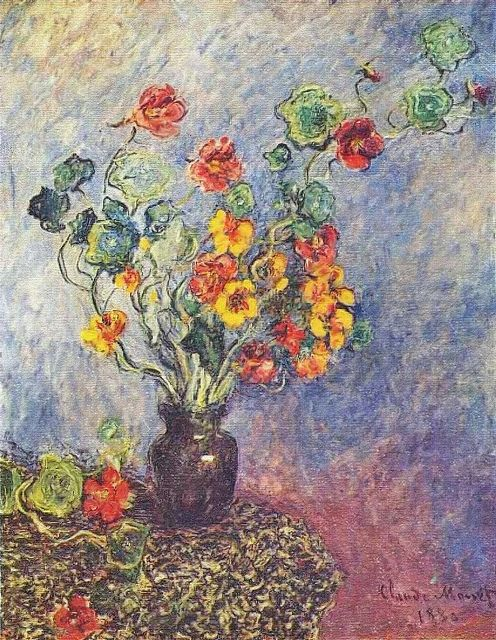
Claude Monet (1840–1926), Vase de capucines, 1879.
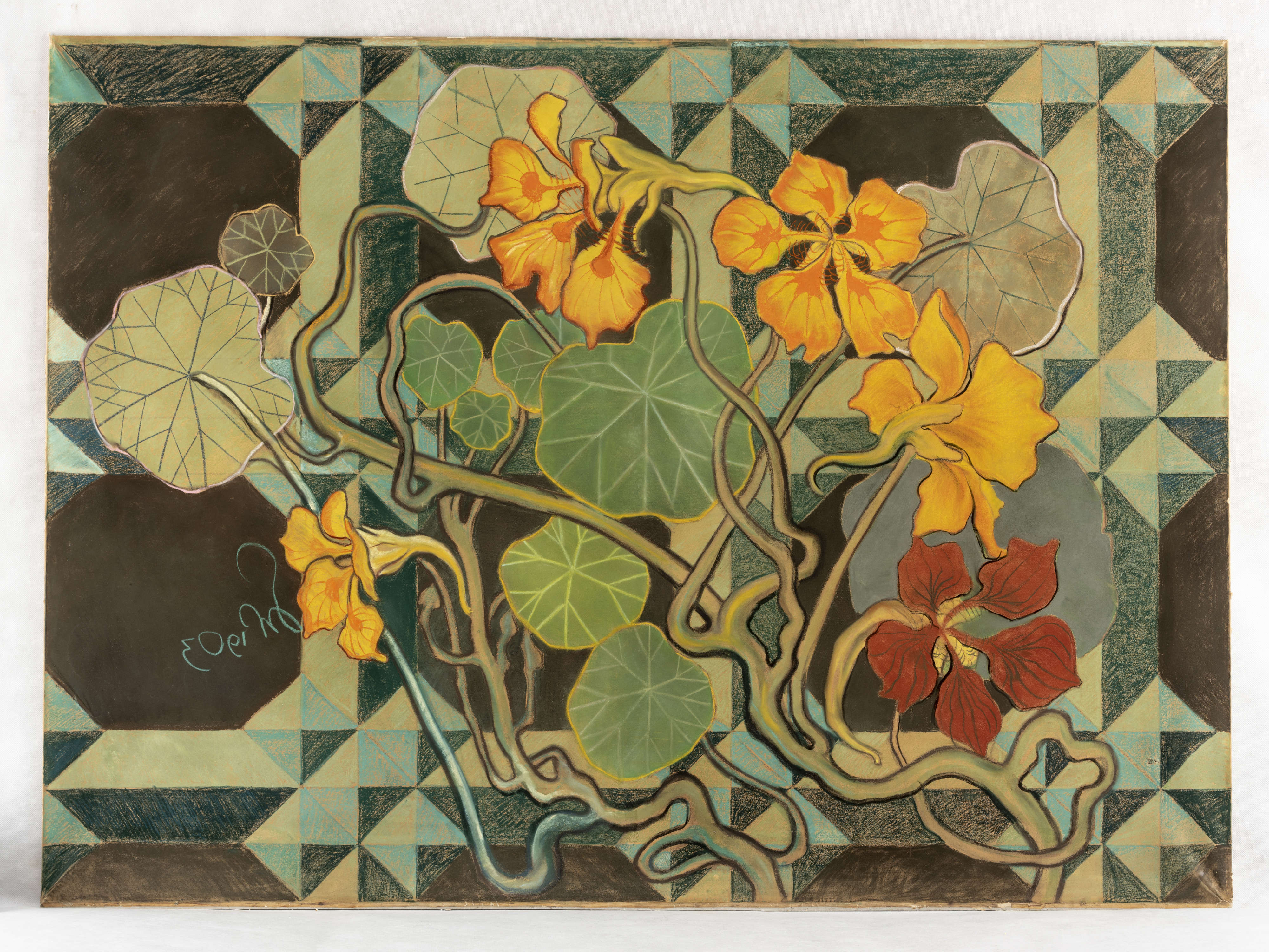
Stanisław Wyspiański (1869-1907), Nasturcje, 1903.
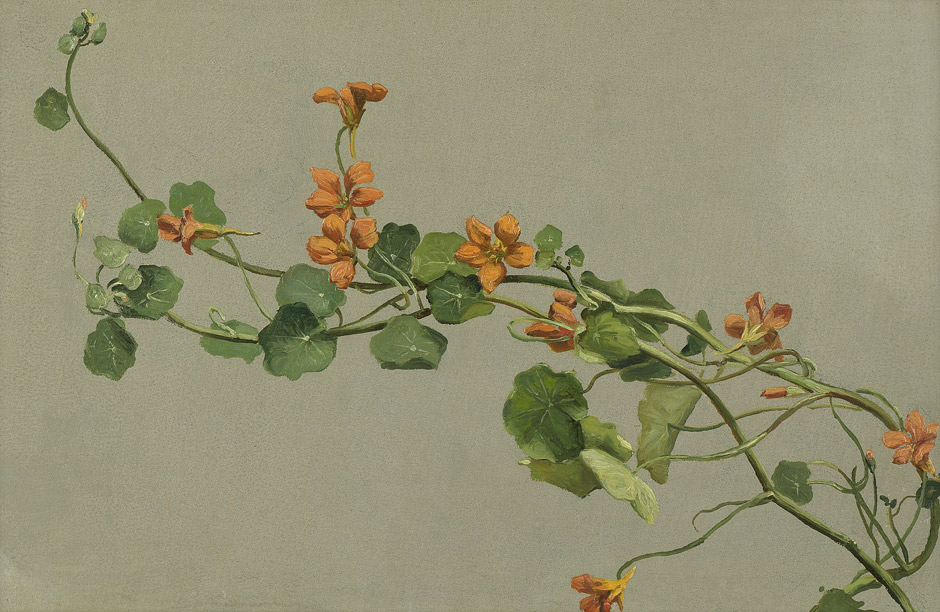
Jean-Philippe George-Julliard (1818–1888), peintre suisse, Kapuzinerkresse.

- Emanuel Phillips Fox
(1865–1915),
Nasturtiums,
modèle : Edith Susan Boyd,
1912.
- Henri Fantin-Latour (1836-1904),
Capucines,
1887.
- Berthe Morisot (1841–1895),
Les capucines,
1882.
- Claude Monet (1840–1926),
Vase de capucines,
1879.
- Stanisław Wyspiański
(1869-1907),
Nasturcje,
1903.
- Jean-Philippe George-Julliard
(1818–1888),
peintre suisse,
Kapuzinerkresse.

## Bibliographie

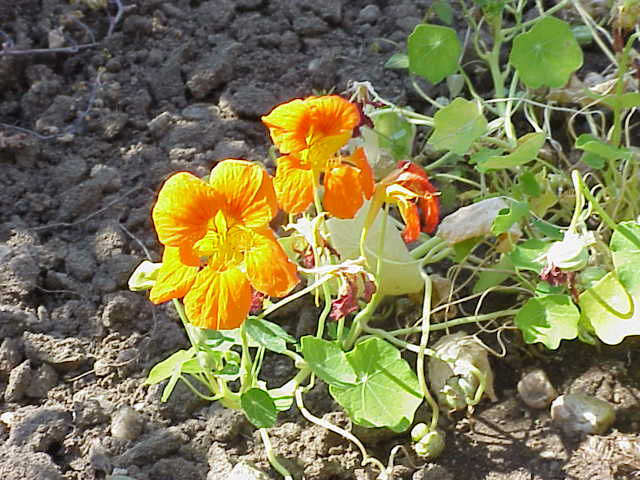
La grande capucine (Tropaeolum majus)
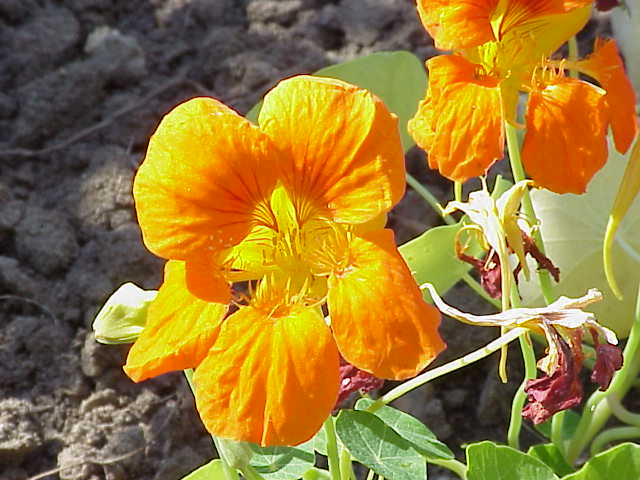
Fleur de la grande capucine (Tropaeolum majus)
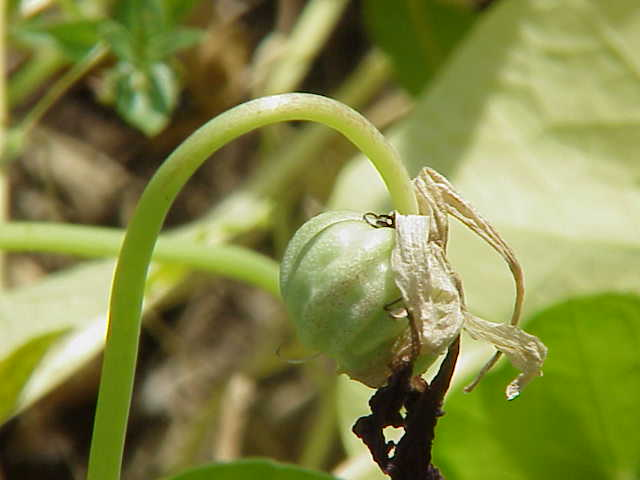
Fruit de la grande capucine (Tropaeolum majus)
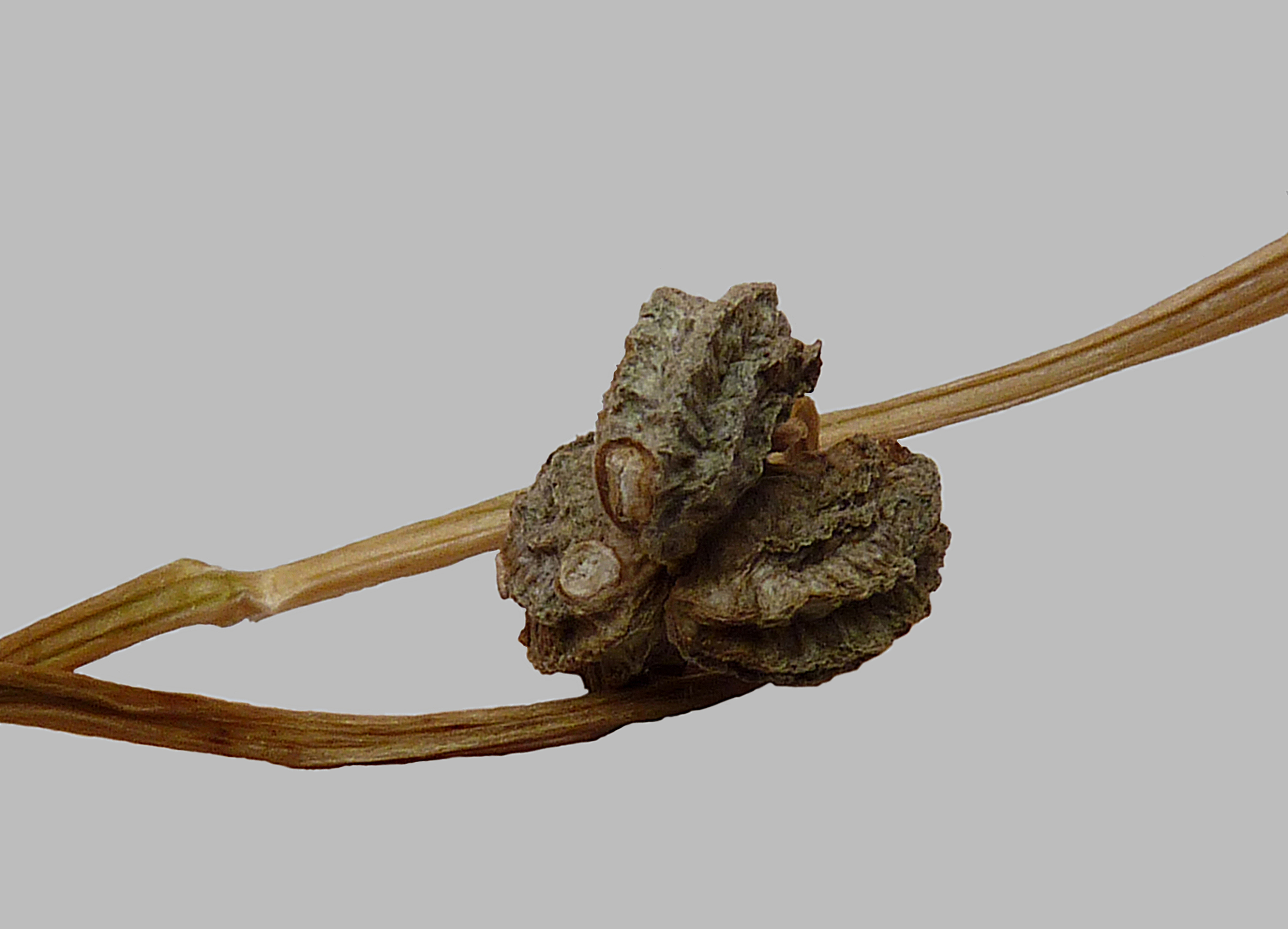
Fruit séché de la grande capucine (Tropaeolum majus)